# Daiji na Koto
Pour les articles homonymes, voir Koto (homonymie).
Singles de AAA
Paradise / Endless Fighters
(2010) No cry No more
(2011)
Daiji na Koto est le 27e single du groupe AAA sorti sous le label Avex Trax le 16 février 2011 au Japon. Il atteint la 4e place du classement de l'Oricon. Il se vend à 27 297 exemplaires la première semaine et reste classé 7 semaines, pour un total de 30 597 exemplaires vendus. Il sort en format CD et CD+DVD. Il sort le même jour que l'album Buzz Communication.
Itoshisa to Setsunasa to Kokoro Tsuyosa to est une reprise de Ryōko Shinohara; et Daiji na Koto a été utilisé comme thème de fermeture pour l'émission Uchikuru!?. Daiji na Koto et Itoshisa to Setsunasa to Kokoro Tsuyosa to sont présentes sur l'album Buzz Communication.

## Liste des titres
| 1. | Daiji na Koto (ダイジナコト)                                                                                                  | Tetsuya Komuro | Tetsuya Komuro | 5:25 |
| 2. | Sayonara no Yukue (サヨナラの行方)                                                                                            | Kaysu Moriuki  | Tetsuya Komuro | 6:55 |
| 3. | Itoshisa to Setsunasa to Kokoro Tsuyosa to (Original : Ryōko Shinohara) (恋しさと せつなさと 心強さと (version CD seulement)) | Tetsuya Komuro | Tetsuya Komuro | 4:26 |
| 4. | Daiji na Koto (Instrumental) (ダイジナコト)                                                                                   | Tetsuya Komuro | Tetsuya Komuro | 5:25 |
| 5. | Sayonara no Yukue (Instrumental) (サヨナラの行方)                                                                             | Kaysu Moriuki  | Tetsuya Komuro | 6:53 |

| 1. | Daiji na Koto (ダイジナコト)         |  |
| 2. | MUSIC!!! (from 5th Anniversary LIVE) |  |

| 1. | Daiji na Koto (Making of) (ダイジナコト)                                                                                   |  |
| 2. | WOW WAR TONIGHT ~Toki ni wa Okose yo Movement~ (Music Clip Short Version) (WOW WAR TONIGHT ～時には起こせよムーヴメント～) |  |
| 3. | Hurricane Riri, Boston Mari (from 5th Anniversary LIVE) (ハリケーン・リリ, ボストン・マリ)                                 |  |